# Skeleton
 (juillet 2023).
Si vous disposez d'ouvrages ou d'articles de référence ou si vous connaissez des sites web de qualité traitant du thème abordé ici, merci de compléter l'article en donnant les références utiles à sa vérifiabilité et en les liant à la section « Notes et références ».
Pour les articles homonymes, voir Skeleton (homonymie).
Le skeleton est un sport d'hiver individuel qui à l'instar du bobsleigh et de la luge se pratique dans un couloir de glace étroit en descente. Le skeleton se pratique individuellement sur une planche ressemblant à la luge, mais contrairement à la luge de course, le skeletoneur se place sur son engin à plat ventre, la tête devant. L'objectif est de parcourir la piste le plus rapidement possible.
Apparu à la fin du XIXe siècle sur des pistes naturelles construites en Suisse, la première épreuve de skeleton est disputée en 1887 et précède le bobsleigh. Incorporé au sein de la Fédération internationale de bobsleigh et de tobogganing (FIBT) à la création de celle-ci en 1923, le skeleton apparait à deux reprises aux Jeux olympiques d'hiver en 1928 et 1948 à Saint-Moritz avant d'être définitivement programmé à partir des Jeux olympiques d'hiver de 2002 de Salt Lake City. L'épreuve olympique est la compétition de référence suivie des championnats du monde disputés les années non-olympiques et de la coupe du monde qui se déroule annuellement autour de huit rendez-vous entre l'Europe, l'Amérique du Nord et l'Asie.

## Histoire

### Genèse du skeleton
Bien que l'origine du tobogganing remonte au XVIe siècle, les premières traces de skeleton apparaissent dans les années 1880 sur la Cresta Run à Saint-Moritz en Suisse : cette piste de luge naturelle est l'un des lieux de détente des vacanciers britanniques et américains qui y passent de nombreux séjours. Après plusieurs soirées arrosées, cette piste donna le jour au bobsleigh et au skeleton (considéré comme le premier sport de glisse) dans ces années-là. Le skeleton prit ce nom en 1892 à la suite de l'invention d'une nouvelle luge en métal qui ressemblait à un squelette (skeleton en anglais), créée par le Britannique L.P. Child. Cette activité ne se déroula qu'en Suisse jusqu'en 1905, année au cours de laquelle une course fut organisée en Autriche.

### Création de la FIBT
En 1923, la FIBT fut créée et trois ans plus tard le Comité international olympique donna le statut de sport olympique au skeleton (ainsi qu'au bobsleigh). À la suite d'un congrès de la FIBT à Paris, la décision fut prise de considérer les règles émises par Saint-Moritz (lieu où ce sport fut créé) comme règles internationales de skeleton. Elles seront appliquées à toutes les compétitions de ce sport dans le monde. En 1928, seule l'épreuve homme fut retenue lors des JO de 1928 à Saint-Moritz. Il faudra ensuite attendre 20 ans et 1948 pour revoir ce sport aux JO, toujours dans la même station helvétique avant qu'il ne disparaisse du programme olympique jusqu'en 2002.
Ce sport retrouve de l'ambition après que la première piste artificielle fut construite en 1969 à Königssee en Allemagne et permit au skeleton de se développer et à ses compétiteurs de s'entraîner sans dépendre nécessairement des conditions météorologiques. Un an plus tard, une nouvelle luge fut créée et testée, destinée à permettre d'attirer plus de monde vers ce sport et à le rendre plus populaire ; de même de nouvelles règles furent édictées pour que chaque skeletonneur ait les mêmes chances au départ. Depuis ces années-là, la FIBT essaie d'étendre ce sport à d'autres nations et met en place une politique d'ouverture en partenariat avec les fédérations nationales pour la mise en place de structures comme les constructions successives de pistes à Calgary ou Albertville pour permettre aux jeunes de s'y entraîner.

### Mise en place de compétitions internationales et retour du skeleton aux Jeux olympiques

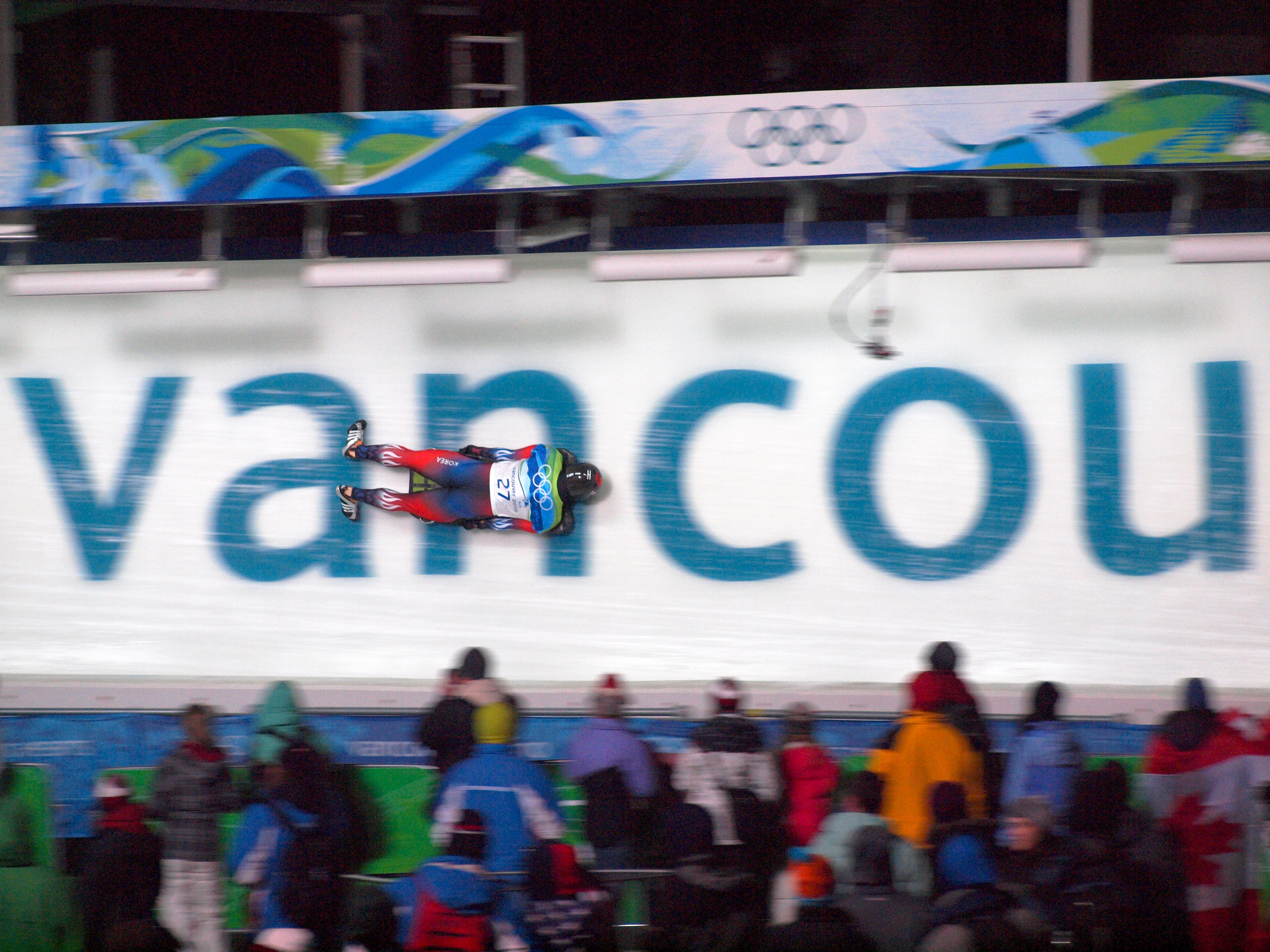
In Ho Cho, skeletoneur sud-coréen dévalant la piste de Whistler.

La FIBT décide de mettre en place des compétitions internationales comme les Championnats du monde de skeleton en 1982 et la coupe du monde de skeleton en 1989 et voit s'accroître le nombre de fédérations nationales (aujourd'hui trente fédérations nationales existent). Dans les années 1990, pour attirer les sponsors et une plus large couverture médiatique, la FIBT cherche alors à être retransmise à la télévision ; cela sera le cas en 1998 avec la retransmission des championnats du monde sur Eurosport, puis ce sera au tour de quelques épreuves de la coupe du monde. La conséquence directe sera l'inclusion dans le programme olympique le 2 octobre 1999 pour les Jeux olympiques d'hiver de 2002 à Salt Lake City avec une épreuve pour les hommes et une autre pour les femmes.

## Règlement et pratique

### Règlement
L'engin, à structure métallique, mesure entre 80 et 120 cm de long et pèse une trentaine de kilogrammes au maximum.
La position qu'adopte le sportif est caractéristique de cette activité, car à la différence du bobsleigh et de la luge de course, le pratiquant doit se trouver à plat ventre, tête tournée vers le bas de la piste.
Cette discipline est une course. La piste mesure au minimum 1 200 mètres de long avec une dénivellation maximale de 12 % environ. Les vitesses atteintes durant la descente sont de l'ordre de 120 à 140 km/h en fonction de la piste. Dans certains virages, le pilote peut subir jusqu'à 5 G d'accélération.

### Départ
Le départ est un élément primordial pour le pratiquant. Sur une distance de cinquante mètres, il doit allier accélération et puissance tout en poussant son engin debout, puis doit s'allonger sur son engin en évitant toute trajectoire parasite pour conserver la vitesse acquise.
Le départ détermine souvent le classement à l'arrivée, puisqu'en effet il est très rare de voir un skeletoneur sur un podium sans avoir effectué un bon départ. C'est pour cette raison qu'à chaque épreuve, le temps de départ est relevé permettant de se faire déjà une idée de la performance de l'athlète.

## Fédération et compétitions
Aux Jeux olympiques, le skeleton fit son apparition en 1928, avant de disparaître du programme pendant 20 ans et de nouveau être programmé en 1948 toujours à Saint-Moritz en Suisse. Ce sport sera de nouveau exclu des JO jusqu'en 2002, depuis il a désormais sa place dans cette compétition avec une épreuve pour les hommes et une épreuve pour les femmes.
La discipline est régie par la FIBT qui mit en place des Championnats d'Europe en 1981 puis des Championnats du monde à partir de 1982 et la Coupe du monde qui fut créé en 1989 avec plusieurs rendez-vous annuels (seulement pour les hommes avant qu'en 1999 une coupe du monde féminine apparaisse). À la fin de la saison, un classement général est établi entre les meilleures skeletonneurs(neuses).

## Skeleton dans le monde
Une trentaine de fédérations sont affiliées à la FIBT dont les nations fortes sont la Suisse, les États-Unis, le Canada, l'Autriche et l'Allemagne. Depuis que ce sport est inclus aux JO, de nombreuses petites nations (les Bermudes ou l'Argentine par exemple) créèrent une fédération bien qu'elles ne soient pas dotées de pistes, mais peuvent disposer des pistes à l'étranger.

## Grands noms de la discipline
| Hommes | Femmes |
| - Christian Auer - Andy Böhme - Ryan Davenport - Lincoln DeWitt - Jeff Pain - Chris Soule - Gregor Stähli - Jon Montgomery | - Mellisa Hollingsworth - Lindsay Alcock - Alex Coomber - Michelle Kelly - Maya Pedersen - Noelle Pikus-Pace - Diana Sartor - Katie Uhlaender |
| | |